# Воловик, Александр Игоревич
Александр Игоревич Воловик (укр. Олександр Ігорович Воловик; род. 28 октября 1985, Красилов, Хмельницкая область) — украинский футболист, защитник

## Биография
Родился в городе Красилов в Хмельницкой области, но вскоре его родители переехали в областной центр. Есть у него старший брат Валентин, он и привёл Александра в футбольную секцию. Затем он перешёл в детскую команду «Адвис», а после неё его пригласили в команду «Динамо» (Хмельницкий), которую тренировал тренер Михаил Дунец. Окончив школу, играл за команду Второй лиги «Красилов-Оболонь». Позже за команду «Подолье».
В 2005 году перешёл в донецкий «Металлург». В чемпионате Украины дебютировал 4 марта 2007 года в матче «Сталь» — «Металлург» (3:0). В 2007 году выступал за алчевскую «Сталь» на правах аренды.
10 июня 2013 года оформил сделку с «Шахтёром». Соглашение рассчитано на четыре года. 20 августа 2015 стало известно, что Воловик на правах аренды до конца сезона 2015/16 отправился в бельгийский клуб «Ауд-Хеверле Лёвен».
19 февраля 2017 подписал контракт с «Актобе». В начале 2018 года стал игроком «Акжайыка». В июле 2018 года покинул команду.

## Достижения
- Чемпион Украины: 2013/14
- Финалист Кубка Украины: 2011/12